# 하동 축지리 문암송
하동 축지리 문암송(河東 丑只里 文岩松)은 대한민국 경상남도 하동군 악양면 축지리에 있는 소나무이다. 대한민국의 천연기념물 제491호로 지정되어 있다.

## 개요
축지리 문암송은 크고 편평한 바위 위에 걸터앉자 있는 기이한 모양을 하고 있는데 이러한 특이한 생육환경과 아름다운 수형은 식물학적, 경관적으로 가치가 크며, 또한 드넓은 악양들녁이 전망되는 곳에 입지하여 경관성이 뛰어날 뿐만 아니라 옛날부터 문인들이 즐겨 찾아 시회(詩會)를 열어 칭송하였던 것으로 전하고 지역민을 중심으로 문암송계가 조직되어 보호되어 온 나무로 문화적 가치도 크다.

## 참고 문헌
- 하동 축지리 문암송 - 국가유산청 국가유산포털